# ديفيد سانشيز كاماتشو
ديفيد سانشيز كاماتشو هو سياسي مكسيكي، ولد في 20 أكتوبر 1963 في مدينة مكسيكو في المكسيك. نشط حزبياً في حزب الثورة الديمقراطية. وقد انتخب عضو مجلس النواب المكسيك ‏.